# 조지아의 경제
조지아의 경제는 신흥 자유 시장 경제이다. 국내총생산(GDP)은 소련 해체 이후 급감했으나 2000년대 중반 평화적 장미 혁명이 가져온 경제·민주적 개혁에 힘입어 두 자릿수로 성장하며 회복세를 보였다. 조지아는 2003년 거의 실패한 상태에서 2014년 상대적으로 잘 작동하는 시장 경제로 전환한 이후 경제 발전을 계속했다. 2007년, 세계은행은 조지아를 세계 1위의 경제 개혁국(27위)으로 선정했으며, 사업 수행 용이성 지수에서 꾸준히 1위를 차지하고 있다.
조지아의 경제는 비교적 자유롭고 투명한 분위기의 지지를 받고 있다. 국제 투명성 기구의 2018년 보고서에 따르면, 조지아는 흑해 지역에서 가장 부패가 적은 국가로 인근 유럽 연합 국가들뿐만 아니라 모든 인접 국가들을 능가한다. 조지아는 언론 매체 환경이 혼재돼 있어 언론이 자유롭지 않은 유일한 나라이기도 하다.
2014년 이후 조지아는 유럽 연합의 자유무역지역(FTA)의 일부이며, EU는 조지아 전체 무역거래액의 4분의 1 이상을 차지하는 국가의 최대 교역 파트너로 계속 유지되고 있다. EU 무역 협정에 따라 2015년에는 양국 간 무역이 더욱 증가한 반면 독립국가연합(CIS)과의 무역은 급감했다.

## 역사
20세기 이전에 조지아는 주로 농업 경제를 가지고 있었다.
조지아의 현대 경제는 전통적으로 흑해 관광, 감귤류, 차, 포도 재배, 망간과 구리 채굴, 와인, 금속, 기계, 화학, 직물을 생산하는 대규모 산업 부문 중심으로 돌아간다.
많은 구소련 국가들처럼, 조지아는 1990년대 동안 높은 인플레이션과 큰 예산 부족과 함께 지속적인 탈세로 급격한 경제적 쇠퇴의 시기를 겪었다. 1996년에 조지아의 예산 적자는 6.2%까지 증가했다. 이 기간 동안 국제 금융 기구는 조지아의 예산 계산에 중요한 역할을 했다. 다자간 및 양자간 보조금과 대출은 1997년에 총 1억 1,640만 라리였으며, 1998년에는 총 1억 8,280만 라리였다.
경제 회복은 압하지야와 남오세티야에서의 분리주의 분쟁, 일부 부패하고 반동적인 파벌들의 개혁에 대한 저항, 그리고 1997년의 아시아 금융 위기로 인해 방해받았다. 에두아르드 셰바르드나제 대통령(1995년~2003년)의 지도 하에 정부는 기본적인 시장 개혁에 대해 몇 가지 진전을 이루었다.
1990년대 후반 동안 1만500여 개의 중소기업이 민영화되었고, 중견·대기업의 민영화는 더디긴 했지만 1,200여 개 이상의 중견·대기업이 합작 주식회사로 설립되었다. 국유재산 민영화의 법적 근거와 절차를 확립하는 법과 법령은 국가의 통제를 받는 기업의 수를 줄였다.
미국은 소련으로부터 독립한 직후 조지아를 돕기 시작했다. 점차 인도주의에서 기술 및 제도 구축 프로그램으로 초점이 옮겨갔다. 법률 및 기술 자문관 제공은 국회의원, 법 집행 공무원, 경제 고문 등을 대상으로 한 연수 기회로 보완되었다.

## 조지아에 대한 외국인 직접 투자
외국인 직접투자의 대규모 유입은 2003년 이후 조지아의 급속한 경제 성장의 원동력이 되었다.
매력적이고 자유로운 투자 환경과 국내외 투자자들에게 동등한 접근 방식은 이 나라를 외국인 투자자들에게 매력적인 목적지로 만든다.
안정적인 경제 개발, 자유 시장 지향적 경제 정책, 6개의 세금만 부과되고 세율은 감소, 면허 및 허가 수 감소, 대폭 간소화된 행정 절차, 유리한 지리적 위치, 잘 개발된 통합 및 다중 모드 교통 정보조직 구조, 교육, 숙련 및 경쟁력 있는 인력은 조지아에서 성공적인 비즈니스를 위한 견고한 기반을 제공한다. 다른 이점들 외에도, 조지아는 회사들이 모든 법인세로부터 면제되는 산업자유구역이 있다.
2003년부터 2011년까지 조지아의 FDI는 8억 5천 1150만 달러에 달했다. 2007년에는 연간 69.3%의 성장률을 보이며 2,015.0만 USD의 최고치를 기록했다. 높은 투자율은 2008년까지 유지되었다. 2007년에는 EC27이 FDI 유입의 56% 이상을 차지했고, 2008년에는 유럽 공동체, 아랍에미리트, 터키가 60%에 육박했다. 2009년 FDI 유입은 감소 추세를 보였다. 러시아-조지아 전쟁의 외부 충격과 글로벌 금융 위기의 영향이 주요 감소 원인으로 꼽혔다.

## 무역

조지아
조지아와 자유무역협정(FTA)을 체결한 국가
조지아에 일반 선호 체계(GSP)가 있는 국가

2014년 이후 조지아는 유럽 연합의 자유무역지역(FTA)의 일부이며, EU는 조지아 전체 무역거래액의 4분의 1 이상을 차지하는 국가의 최대 교역 파트너로 계속 유지되고 있다. EU 무역협정에 따라 2015년 러시아 주도 독립국가연합(CIS)과의 무역은 22% 감소한 반면 양국 교역은 더욱 증가했다.
2015년 기준, 조지아의 주요 수출품은 구리 광석과 농축액, 철광석, 헤이즐넛, 의약품, 질소 비료, 와인, 원유, 광천수, 무변성 에탄올 및 증류주였다.
2015년 조지아의 주요 수입품은 석유 제품, 차량, 탄화수소, 구리 광석 및 농축액, 휴대폰 및 기타 무선 전화, 밀, 담배, 철관 및 파이프, 구조물 및 철 구조물 일부였다.
2019년 조지아의 아르메니아 수출은 전년 대비 2% 증가한 반면 수입은 7% 감소했다. 조지아는 아르메니아에 9830만 달러(전체 수출액의 4%)어치를 수출했고, 2019년에는 4690만 달러(전체 수입액의 1%)를 수입했다.

## 국제 송금
조지아 국립은행이 발표한 집계에 따르면 2019년 해외에서 조지아로 송금된 돈은 17억3000만 달러에 달한다. 이미 수년째 조지아의 최대 송금처였던 러시아로부터의 송금액은 2019년 기준 4억2889만 달러였다.
조지아에 대한 다른 가장 큰 송금원은 다음과 같다. 그리스는 2019년 1억 9256만 달러, 이탈리아는 2억 3917만 달러, 미국은 1억 7,841만 달러. 우크라이나 - 4730만 달러, 스페인 - 3090만 달러, 터키 - 9485만 달러, 카자흐스탄 - 2663만 달러, 영국 - 1689만 달러, 이스라엘 - 1625만 달러, 아제르바이잔 - 2217만 달러, 독일 - 4981만 달러, 프랑스 - 2637만 달러, 캐나다 - 1421만 달러이다.

## 경제 구조

### 에너지

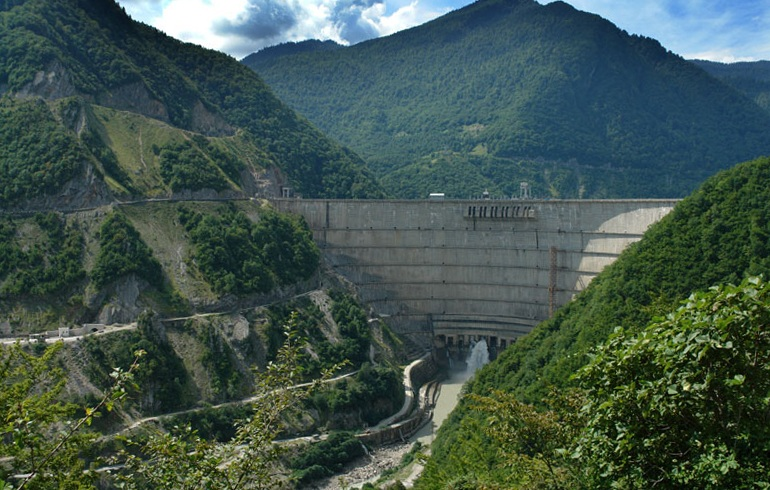
1987년에 완공된 인구리 수력발전소

최근 몇 년 동안 조지아는 전기 부문의 규제를 완전히 철폐했고, 이제는 시장에 자유롭고 개방적인 접근이 가능하게 되었다.
조지아는 상당한 수력 발전 능력을 가지고 있는데, 이는 에너지 공급과 정책에서 점점 더 중요한 요소가 되고 있다. 이 나라의 지형과 풍부한 수력자원은 캅카스 지역의 수력 발전 시장을 지배할 수 있는 심각한 잠재력을 가지고 있다. 조지아 에너지부는 조지아 영토 내에 약 26,000개의 강이 있다고 추정하며, 그 중 약 300개의 강은 에너지 생산 측면에서 중요하다. 산자부는 또한 현재 수력발전소 사업이 총 24억 달러라고 주장한다. 전 조지아 에너지 장관인 알렉산더 케타구리는 400억 달러 이상의 비용이 들고 민간 자금으로 조달될 22,000 메가와트의 용량을 훨씬 넘는 새로운 수력 발전 프로젝트를 제안했다. 이 계획만으로도 조지아는 세계에서 두 번째로 큰 수력 발전소가 될 것이다.
2007년, 조지아는 81억 5천만 kWh를 소비하면서 83억 4천만 kWh의 전기를 생산했다. 조지아의 전력 생산의 대부분은 수력 발전 시설에서 나온다. 2005년에는 61억 7천만 kWh의 수력을 생산했으며 이는 전체 발전량의 86%에 해당한다. 2006년에는 수력 발전의 급격한 성장(27%)과 열전기의 성장(28%)이 일치했다. 이후 2007년 11월 인구리 발전소가 완전 가동되면서 수력 발전의 비중이 더욱 커졌다. 조지아 수력발전 인프라는 1,300 메가와트의 전력을 갖춘 국영 인구리 외에도 많은 소규모 민간 발전소로 구성되어 있다.
최근 몇 년간, 조지아는 2010년에 13억 KWh를 수출하며 이 지역의 주요 전력 수출국이 되었다. 조지아의 수력 발전소는 미국 내에서 사용되는 전력의 80~85%를 생산하고, 나머지 15~20%는 화력 발전소에서 생산한다. 에너지 천연자원부에 따르면, 지금까지 조지아는 수력자원 잠재력의 18%만을 착취해 왔다.
조지아는 수력발전에 의존하기 때문에 기후변동에 취약해 계절적 부족분을 감당해야 하지만 습한 기후조건에서 수출할 가능성도 열어두고 있다. 조지아는 여전히 새로운 수력발전소를 건설할 뿐만 아니라 기존 시설을 정비함으로써 수력 발전을 증가시킬 수 있는 잠재력을 가지고 있다.

### 농업
현재 전체 노동력의 약 55%가 농업에 종사하고 있지만, 이 중 상당 부분이 생계형 농업이다.
조지아의 농업 생산은 내란과 소련의 붕괴에 따른 필요한 구조조정에 의해 야기된 황폐화에 따라 회복되기 시작하고 있다. 경미하고 산발적인 질병 발생에 계속 직면하고 있지만 축산 생산은 반등하기 시작하고 있다. 국내 곡물 생산이 증가하고 있으며, 정부는 농업인들에게 적절한 분배와 수익을 보장하기 위해 인프라 개선에 투자하고 있다. 차, 헤이즐넛, 감귤 생산은 후자의 작물을 심는 데 중요한 지역인 압하지야에서의 분쟁의 결과로 큰 피해를 입었다.
2011년 조지아 GDP의 약 7%가 농업 부문에서 발생한다.
포도 재배와 포도주 양조업은 조지아 농업의 가장 중요한 분야이다. 조지아에서는 450종이 넘는 포도나무가 재배되고 있으며, 이 나라는 세계에서 가장 오래된 최고급 와인을 생산하는 곳 중 하나로 여겨진다. 러시아는 전통적으로 조지아 와인의 가장 큰 수출 시장이었다. 그러나 2006년 러시아가 조지아에서 포도주와 광천수의 수입을 금지하면서 러시아 시장의 낮은 품질에 대한 조지아 정부 관계자들의 발언이 나오면서 상황이 바뀌었다. 그 이후로 조지아의 와인 생산자들은 생산량을 유지하고 새로운 시장으로 진입하기 위해 고군분투했다.
2011년 조지아는 48개국에서 총 54mln의 와인을 판매했고 32개국에서 총 68mln의 알코올 음료를 판매했다. 포도나무와 주류는 각각 2.5%, 3.1%의 점유율로 10대 수출상품에 속한다. 조지아 국립와인청에 따르면 조지아 와인의 수출은 증가하고 있으며, 2011년 와인 수출은 2007년 수출보다 109% 높다. 2012년 정보에 따르면, 조지아는 43개국과 와인을 거래하며, 2,300만 병 이상을 판매한다. 와인 산업에서 조지아의 가장 큰 수출 상대는 우크라이나(와인 수출의 47.3%), 카자흐스탄(18.9%), 벨라루스(6.9%)이다. 2011년 포도나무, 광천수, 알코올 음료의 수출은 2006년 이후 모든 해 동안 수출을 넘어섰다. 조지아는 샘물이 풍부하고 광천수의 생산은 산업의 주요 분야 중 하나이다. 2011년 광천수의 수출은 35개국에서 48mln USD에 달했다. 전체 수출에서 광천수의 비중은 2.1%이다. 식품가공업이 1차 농산물 생산과 맞물려 발전하고 있으며 가공품의 수출도 해마다 증가하고 있다. 견과류 수출은 조지아 수출(2011)의 약 6%를 차지했으며 총 130mln의 수출로 10대 수출 상품 중 하나이다. 견과류는 53개국에서 수출되었다.
조지아 전체 인구 중 시골 인구는 2011년 48.2%였다가 2014년 46.3%로 감소했다.

### 관광업
조지아의 관광은 지역 경제에서 가장 빠르게 성장하고 있는 분야 중 하나이며, 향후 발전 가능성이 높다. 최근 몇 년 동안 조지아를 방문한 사람들의 수는 다른 관광 관련 분야의 성장에 크게 기여했다. 2011년에는 2010년보다 40% 더 많은 약 300만 명의 방문객이 조지아를 방문했다. 관광 분야의 발전을 촉진하기 위해 조지아 정부는 교통과 기본 인프라 개발, 관광 목적지의 개조 및 개발에 많은 투자를 하고 있으며, 이는 민간 투자 세대에게 자극제가 된다. 2011년 관광 관련 서비스 생산 총액은 2006년에 비해 77% 증가하였으며, 전체 경제 생산의 7.1%를 차지하였다. 2018년 관광업은 조지아에 34억 달러의 세수를 창출했다.

### 금융
대부분의 다른 구소련 국가들처럼, 조지아의 금융 부문은 은행이 지배한다. 2015년 기준 시중은행은 21곳으로 이 중 대형은행 5곳이 금융자산의 대부분을 장악하고 있다. 은행권이 직면한 몇 가지 주요 과제가 있다. 예를 들어, 은행은 실물 경제의 자금 조달과 국가의 지속적인 무역을 안정시키기 위해 필요한 활동에 투자하는 데 있어 제한된 역할을 한다.